# Paul Sixt I von Trautson

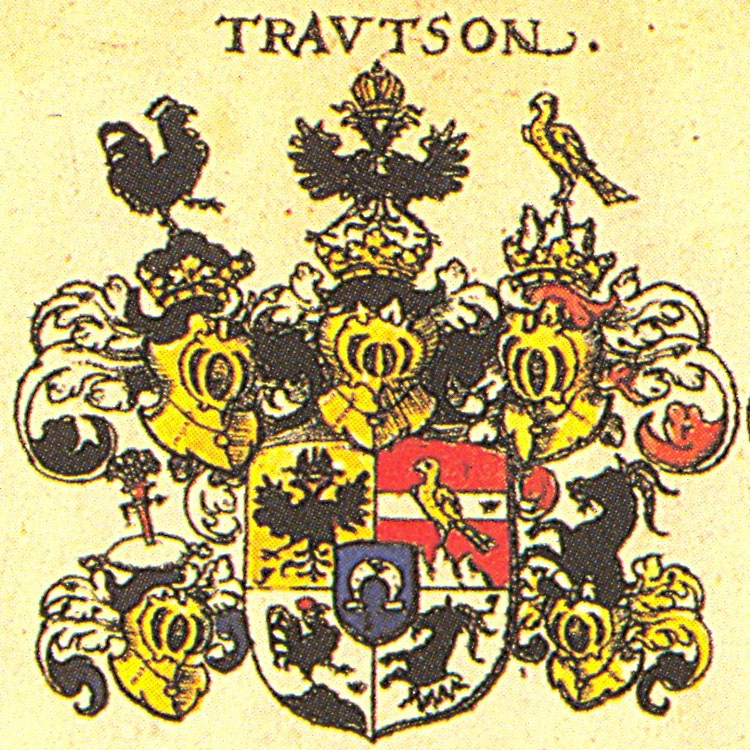
Stemma della famiglia Trautson

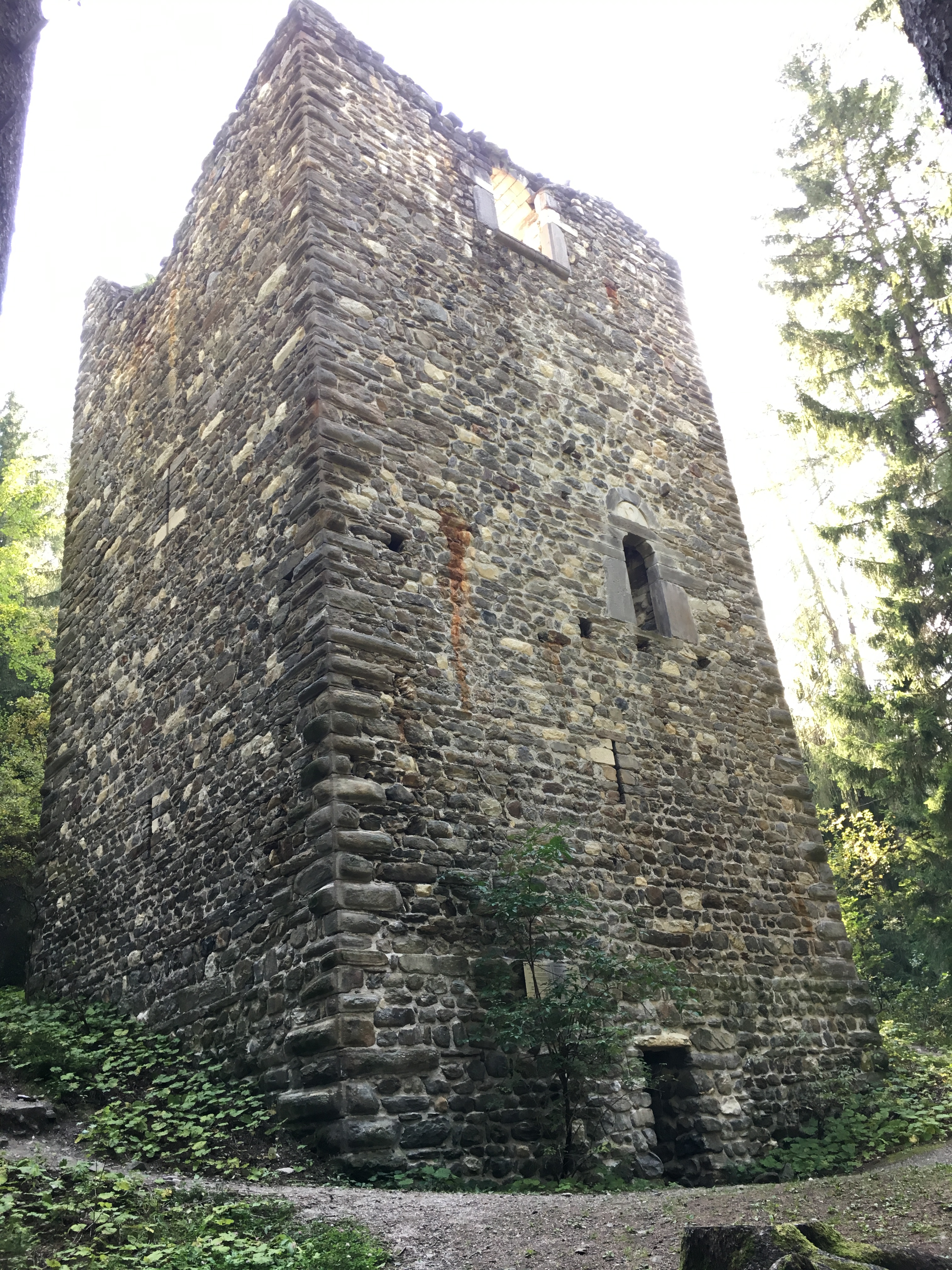
Castel Reifenegg, proprietà dei Trautson

Paul Sixt I von Trautson (1460 – Valle di Cadore, 10 marzo 1508) è stato un nobile e condottiero austriaco.

## Biografia
Era figlio di Balthasar Trautson (1415-1470), signore di Reifeneck e di Katharina von Lichtenstein (?-1474)
Paul Sixt I von Trautson fu creato cavaliere, maresciallo del Tirolo e signore di Reifeneck e Fleckenstein. Capitano di campo imperiale e nel 1499 comandante del quartier generale della valle superiore e inferiore dell'Inn. Era proprietario del castello Sprechenstein, ereditato dal figlio Johann II.
Prese parte alla campagna di Massimiliano I d'Asburgo contro la Repubblica di Venezia nel 1508, comandando 1.300 uomini, ma fu sconfitto dai veneziani e cadde nella battaglia di Cadore, svoltasi presso Pieve di Cadore (oggi in provincia di Belluno).
Venne catturato dai veneziani e il 10 marzo 1508 fu decapitato.

## Discendenza
Paul Sixt sposò Dorothea von Schrofenstein, la cui famiglia già nel 1228 possedeva il castello di Schrofenstein. Era la figlia erede del cavaliere Oswald von Schrofenstein e di Praxedis Freiin von Wolkenstein, della Casa di Trostburg.
 
Ebbero un figlio:
Johann II von Trautson "il Vecchio" (1482-1531), Arciduca d'Austria poi Consigliere Reale. Sposò Maria Sigwein von Spiedenegg. 